# Simkowicze
Simkowicze (biał. Сімкавічы, Simkawiczy; ros. Симковичи, Simkowiczi) – wieś na Białorusi, w obwodzie mińskim, w rejonie stołpeckim, w sielsowiecie Rubieżewicze.

## Historia
W XIX i w początkach XX w. położone były w Rosji, w guberni mińskiej, w powiecie mińskim, w gminie Rubieżewicze.
W dwudziestoleciu międzywojennym leżały w Polsce, w województwie nowogródzkim, w powiecie stołpeckim, w gminie Rubieżewicze. W 1921 miejscowość liczyła 146 mieszkańców, zamieszkałych w 29 budynkach, w tym 100 Polaków i 46 Białorusinów. 127 mieszkańców było wyznania prawosławnego i 19 rzymskokatolickiego. Położone były wówczas przy granicy ze Związkiem Sowieckim.
Po II wojnie światowej w granicach Związku Sowieckiego. Od 1991 w niepodległej Białorusi.